# Dynamena tropica
Dynamena tropica är en nässeldjursart som beskrevs av Eberhard Stechow 1926. Dynamena tropica ingår i släktet Dynamena och familjen Sertulariidae. Inga underarter finns listade i Catalogue of Life.